# 1617 en France
Chronologie de la France
- 1613
- 1614
- 1615
- 1616
- 1617
- 1618
- 1619
- 1620
- 1621

## Événements
- 3 janvier-6 avril : le maréchal de Lesdiguières intervient en Piémont pour secourir le duc de Savoie face aux Espagnols du duc de Tolède[1].
- 31 janvier : le duc de Nevers rallie les Grands révoltés à Soissons[2].

- 2 février : assemblée des grands nobles à Soissons[3]. Ils envoient une lettre ouverte au roi accusant Concino Concini du pillage du trésor.
- 18 février : « déclaration du roi sur le sujet des nouveaux remuements de son royaume »,  rédigée par Richelieu[4]. Trois armées royales s’opposent à celle des Grands[5].
- Février : peste à Lille ; elle tue plus de 8 000 habitants sur près de 35 000 en moins de deux mois[6].

- 24 mars-12 avril : le comte d’Auvergne assiège et prend le château de Pierrefonds[7].
- 12 avril : le comte d’Auvergne assiège Soissons défendue par le duc de Mayenne[7].

- 24 avril : Albert de Luynes, favori de Louis XIII organise l’assassinat de Concino Concini par Vitry, le capitaine des gardes[2]. Le roi prend en main les affaires de l’État. Richelieu est renvoyé. Luynes prend le pouvoir. Pierre Jeannin redevient surintendant des finances[8] (fin en 1619).
- 25 avril : Guillaume du Vair devient chancelier de France (fin en 1621)[9].

- 3 mai : Marie de Médicis est exilée à Blois[10].
- 24 mai : le duc de Tolède, gouverneur espagnol du Milanais, assiège Verceil, prise le 26 juillet. En août, Lesdiguières intervient de nouveau en Piémont[11].

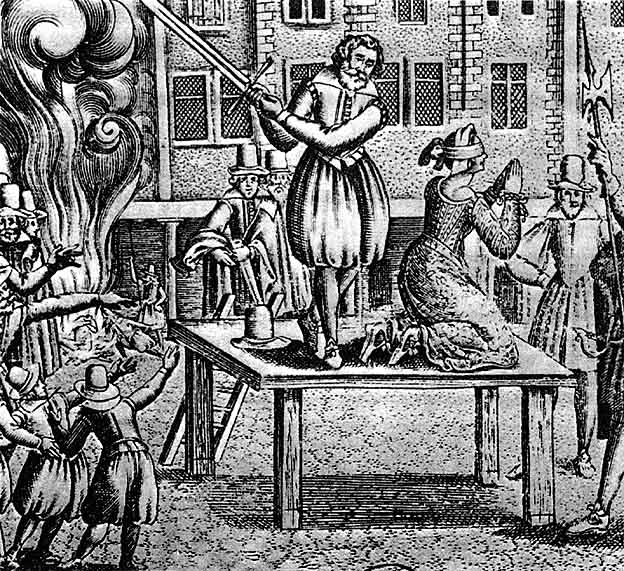
8 juillet : exécution de Léonora Dori, dite "Galigaï", gravure du XVIIe siècle

- 8 juillet : Léonora Dori est exécutée[10].

- 1er août : Vincent de Paul devient curé de Châtillon-des-Dombes où a lieu la première réunion des Dames de la Charité (23 août)[12].
- 11 août : Guillaume du Vair devient évêque de Lisieux[13].

- 24 octobre : le père Joseph fonde à Poitiers avec Mme Antoinette d'Orléans-Longueville, religieuse à l’abbaye de Fontevraud, la congrégation des Filles du Calvaire, qu’il installe à Paris en 1621[14].

- 4 - 26 décembre : assemblée des notables convoquée à Rouen ; elle dresse un édit de réforme de l’État limitant le pouvoir royal, qui n’est pas appliqué[15].